# Erhard Wehrmann

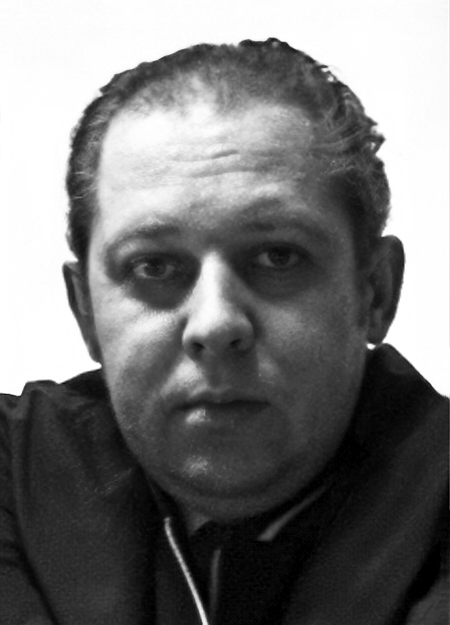
Erhard Wehrmann 1968, Foto von Peter Sorge.

Erhard Wehrmann (* 1930 in Liegnitz, Schlesien; † 5. Februar 2004 in Bad Pyrmont) war ein deutscher Fotograf, der Künstler zusammen mit ihren Werken porträtierte.

## Leben und Werk
Wehrmann war als Fotograf Autodidakt. 
Ab 1955 begann er, auf Urlaubsreisen in London, Paris, Amsterdam, Kopenhagen und Stockholm Skulpturen in klassischer Schwarz-Weiß-Technik zu fotografieren. 1959 begleitete er zahlreiche Künstler auf der documenta 2. 
Von 1960 bis 1961 arbeitete er für das Feuilleton der Westfälischen Rundschau. 
1961 erstellte er ein erstes Künstlerporträt über Eduardo Paolozzi.
Von 1961 bis 1993 arbeitete Wehrmann im Werbe- und PR-Bereich als Publicity Manager für die Hansa-Brauerei, Graetz Bayer, Imperial, Hitachi und Mitsubishi. 
1967 siedelte er nach Karlsruhe über. 
1969 fotografierte er in London für die Bildhauer Shinkichi Tajiri und Kenneth Armitage. 
1974 absolvierte er einen Abendkurs in Fotografie an der VHS Dortmund. 
Er erstellte umfangreiche Werkfotos für Jaap Mooy, Valeriano Trubbiani, Rainer Irrgang, Ansgar Nierhoff und Hildegard Lutze. 
Wehrmann war mit Peter Sorge und  Maina-Miriam Munsky befreundet und begleitete die Künstler fotografisch bis zu deren Tod. 
Insgesamt erstellte er Porträts von über dreihundert Künstlern, darunter 1962 Alberto Giacometti auf der 31. Biennale Venedig, 1964 Henry Moore auf der documenta 3, 1966 Roy Lichtenstein auf der 33. Biennale Venedig, 1967 Gerhard Richter bei Domberger in Stuttgart, 1968 Robert Rauschenberg auf der documenta 4, 1972 Rebecca Horn auf der documenta 5, oder Ossip Zadkine, Ernesto Chillida, Jochen Gerz und Joseph Beuys. 
2005 zeigte das Stadtmuseum Kassel aus Anlass des 50-jährigen Jubiläums der documenta Wehrmanns documenta-Fotografien. 
Der Nachlass von Erhard Wehrmann wird von der Kunststiftung Poll betreut.

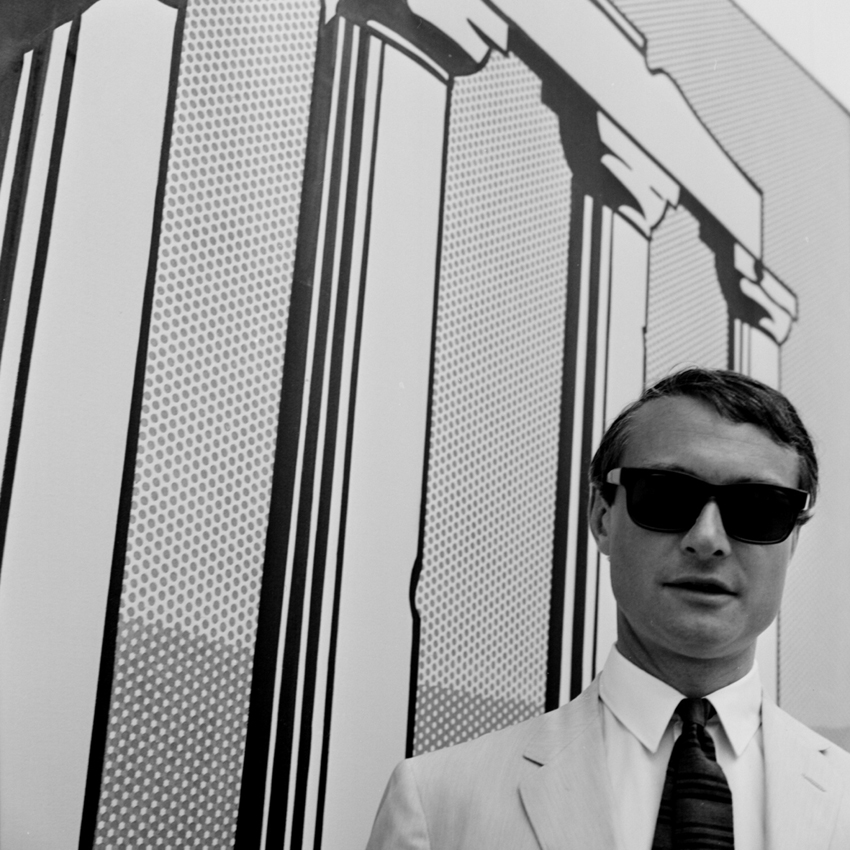
Roy Lichtenstein, Venedig 1966, Foto von Erhard Wehrmann.
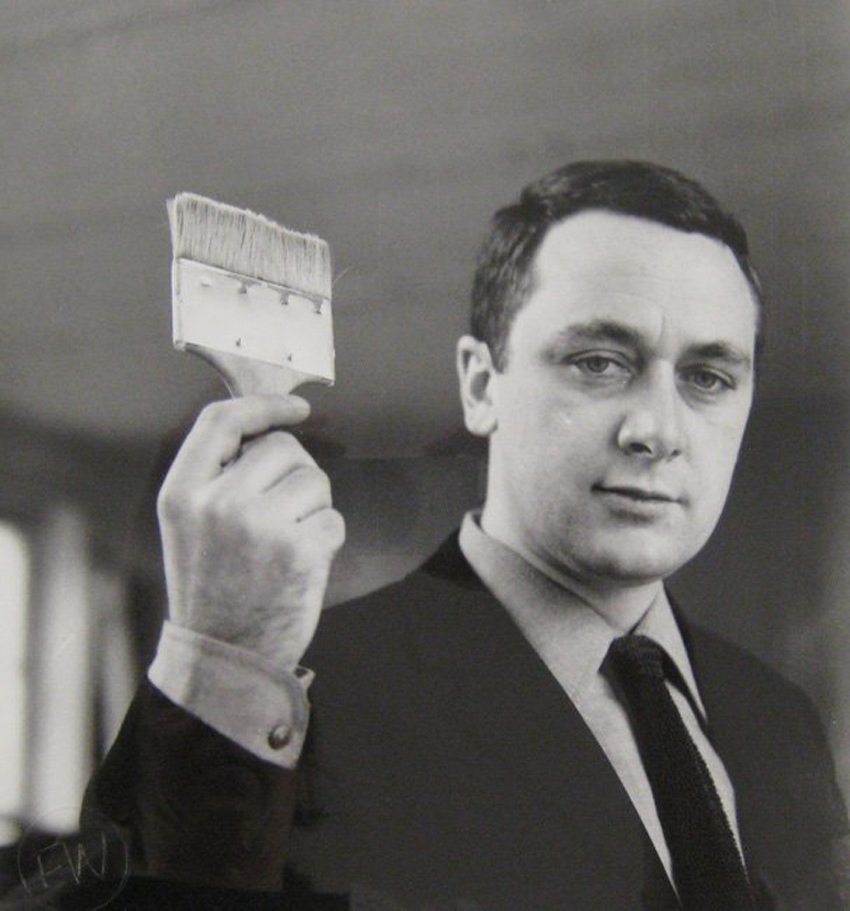
Gerhard Richter, Stuttgart 1967, Foto von Erhard Wehrmann.
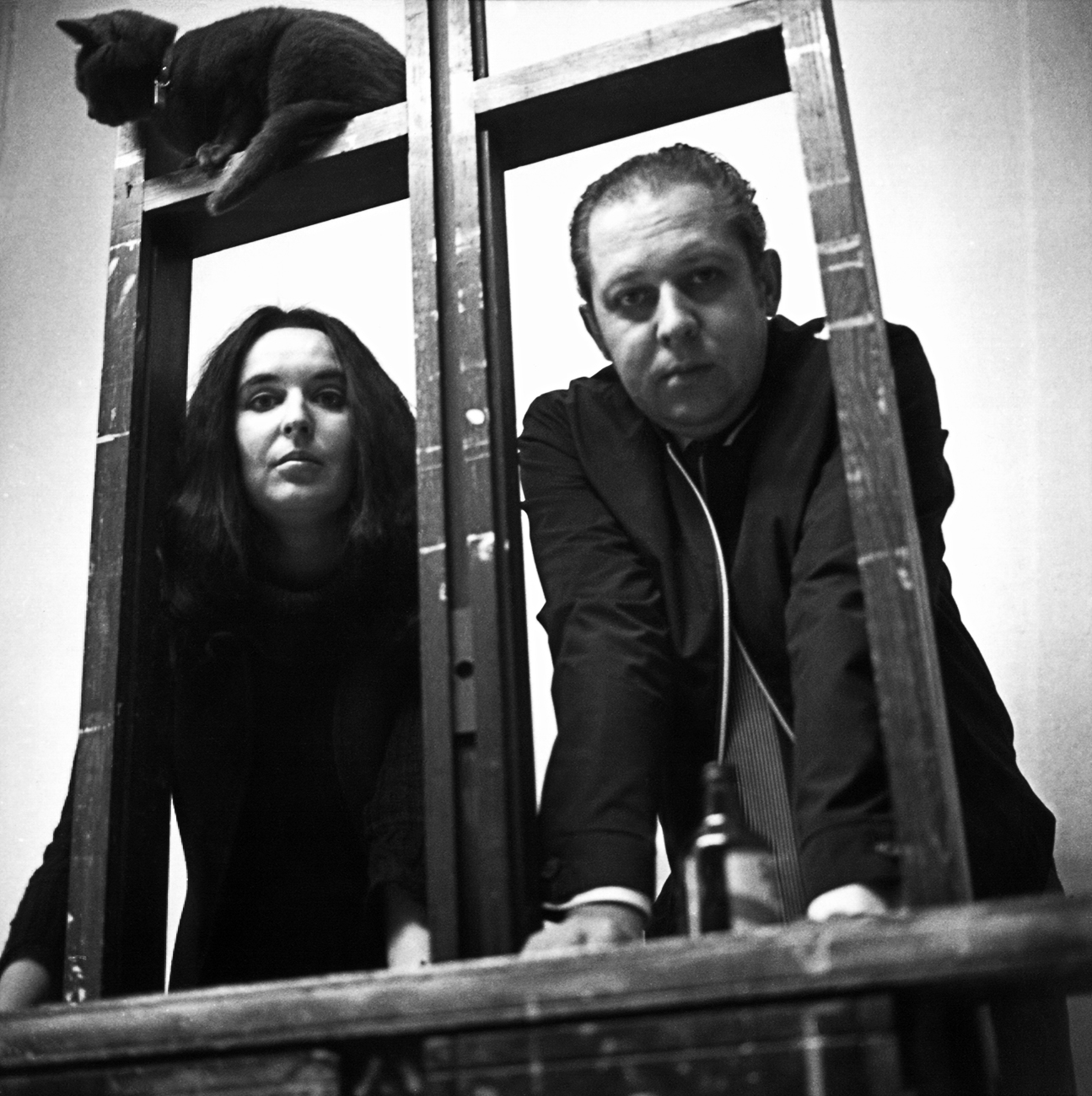
Erhard Wehrmann mit Maina-Miriam Munsky und ihrer Katze „Tulifäntchen“ in Munskys Atelier in der Belziger Straße, West-Berlin 1968. Foto von Peter Sorge.
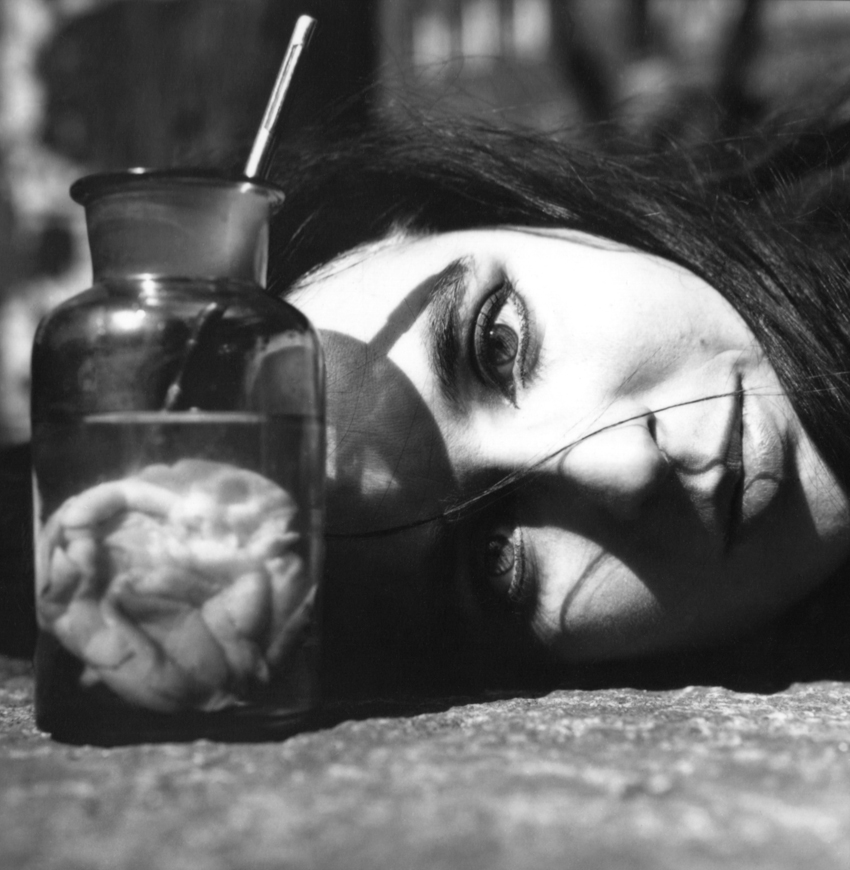
Maina-Miriam Munsky, Berlin 1977, Foto von Erhard Wehrmann.
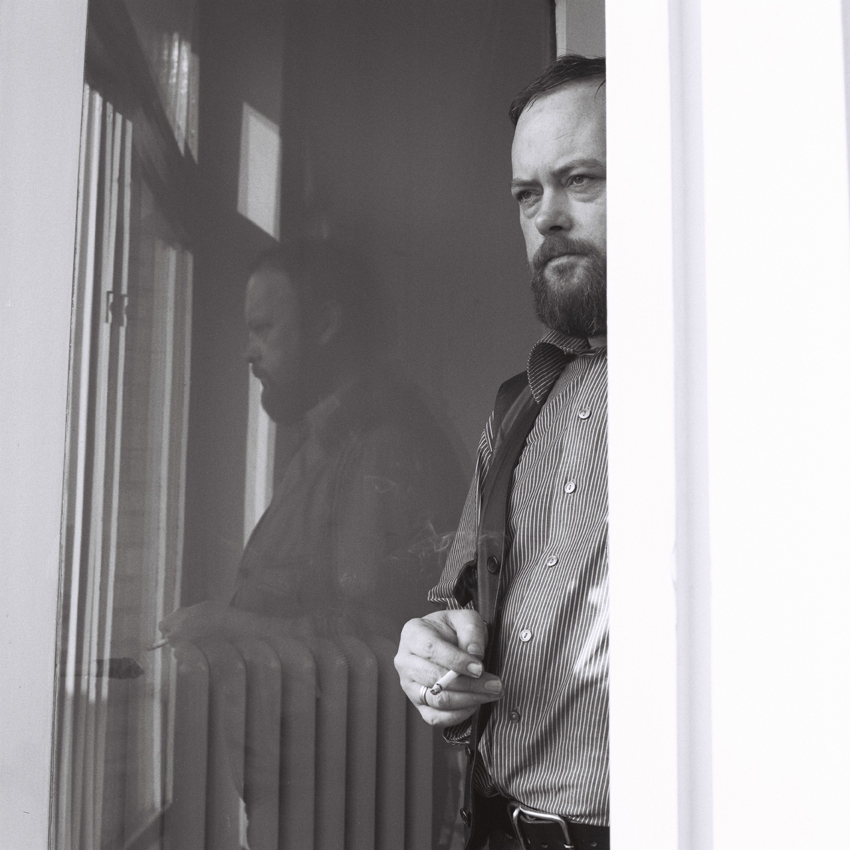
Peter Sorge, Berlin 1978, Foto von Erhard Wehrmann.

## Einzelausstellungen (Auswahl)
- 1970: Bildhauer-Portraits, Universität Bochum
- 1981: Polaroid-Grafik, MWI Werbeagentur, Hamburg
- 1985: Bildhauer-Portraits, Citybank Milano (d´Ars)
- 1985: Künstler-Portraits, POLLstudio, Galerie Eva Poll, Berlin
- 1986: Bildhauer-Portraits, Fabrik Fotoforum, Hamburg
- 1994: Video Print Art, Cairo-Berlin Art Gallery, Cairo
- 1995: Wehrmann Photography & Irrgang Sculptor´s Drawings, Cairo-Berlin Art Gallery, Cairo
- 1996: Bildhauer-Portraits, Schloss-Museum, Bad Pyrmont
- 2001: Bildhauer-Portraits, Kunststiftung Poll, Berlin
- 2002: Künstler-Portraits: Maler und Bildhauer (1961-2001), Museum Ratingen
- 2004: Peter Sorge-Arbeit und Leben, Kunststiftung Poll, Berlin
- 2005: documentamomente. Erhard Wehrmann: Künstler am Werk, Stadtmuseum Kassel
- 2005:  fifteen artists by Erhard Wehrmann, Kunststiftung Poll, Berlin

## Ausstellungsbeteiligungen (Auswahl)
- 1960: Photoeurope, Brüssel
- 1961: Photovision, Museum of Modern Art, Melbourne, Münchner Kunstausstellung
- 1961: 3. Biennale de la Photographie, Paris
- 1969: World Press Foto, Den Haag
- 1983: Mail Art, Charleroi
- 1984: Mail Art, Bordeaux
- 1984: Polaroids, Galerie Brennpunkt, Berlin
- 1985: Mail Art, Stockholm
- 1996: Fax-Art-Week, Kopenhagen
- 1999: Ansichten vom Künstler, Stadtmuseum Hofheim
- 2001: Portraits, Museet for Fotokunst, Odense

## Arbeiten in öffentlichen Sammlungen
Kunstforum Ostdeutsche Galerie, Regensburg; Mitsubishi Electric, Ratingen; Fuji Photo Film (Europe) GmbH, Düsseldorf; Archiv Openluchtmuseum voor Beeldhouwkunst, Middelheim; Cairo-Berlin Art Gallery, Cairo; „Agentur für Geistige Gastarbeit“ und „Museum für Obsessionen“; Sammlung Eschenbach; Kunststiftung Poll, Berlin